# NGC 4907
NGC 4907 is een balkspiraalstelsel in het sterrenbeeld Hoofdhaar. Het hemelobject werd op 5 mei 1864 ontdekt door de Duits-Deense astronoom Heinrich Louis d'Arrest.

## Synoniemen
- MCG 5-31-89
- ZWG 160.257
- DRCG 27-205
- PGC 44819